# Stemonyphantes agnatus
Stemonyphantes agnatus är en spindelart som beskrevs av Andrei V. Tanasevitch 1990. Stemonyphantes agnatus ingår i släktet Stemonyphantes och familjen täckvävarspindlar. Inga underarter finns listade i Catalogue of Life.